# M4 (route russe)
Pour les articles homonymes, voir M4 et Don.
La route fédérale M-4 « Don » (en russe : Федеральная автомобильная дорога М4 «Дон», Federalnaïa avtomobilnaïa doroga M4 «Don »), appelée aussi « autoroute du Don », « autoroute de Sotchi » (en russe: Сочинская трасса, Sotchiskaïa trassa) ou encore « Nouvelle route royale de Crimée » (en russe : Новое Крымское шоссе, Novoïe Krimskoïe shosse), est une route fédérale russe reliant Moscou à la ville de Novorossiïsk.  
L'itinéraire, long de 1 542 km, permet de desservir une grande partie du sud de la Russie. Les sections à péage font 915 km au total. 
La route est en partie aux normes autoroutières, avec entre 2 et huit voies selon les sections. Elle fait partie de la route européenne 115, axe majeur de transport qui traversent la Russie européenne. Son itinéraire relève d'un caractère stratégique, mise au premier plan pour la logistique pendant l'invasion de l'Ukraine par la Russie puis devenant la route vers Moscou lors de la rébellion du groupe Wagner en juin 2023.

## Présentation
Son tracé mesure 1 164 km de longueur. Elle est en grande partie de type autoroutier.
La Magistrale M4 part de la ceinture périphérique de Moscou (MKAD) en direction du sud. 
Son trafic est très important ; durant la période estivale elle est souvent encombrée de bouchons en raison des nombreux vacanciers et touristes qui partent en séjours de vacances vers la mer Noire et la station balnéaire de Sotchi.
La M4 dessert l'Aéroport international Domodedovo et traverse les villes de Vidnoïe, Kachira, Stoupino à partir de laquelle débute l'embranchement de l'autoroute M6 pour la mer Caspienne. 
La M4 continue vers l'oblast de Toula en direction de Veniov, Bogoroditsk, Iefremov. 
La Magistrale M4 traverse ensuite l'oblast de Lipetsk, Ielets, Zadonsk.
Elle atteint l'oblast de Voronej et la ville de Bogoutchar.

Enfin elle traverse le fleuve Don à Rostov-sur-le-Don.  

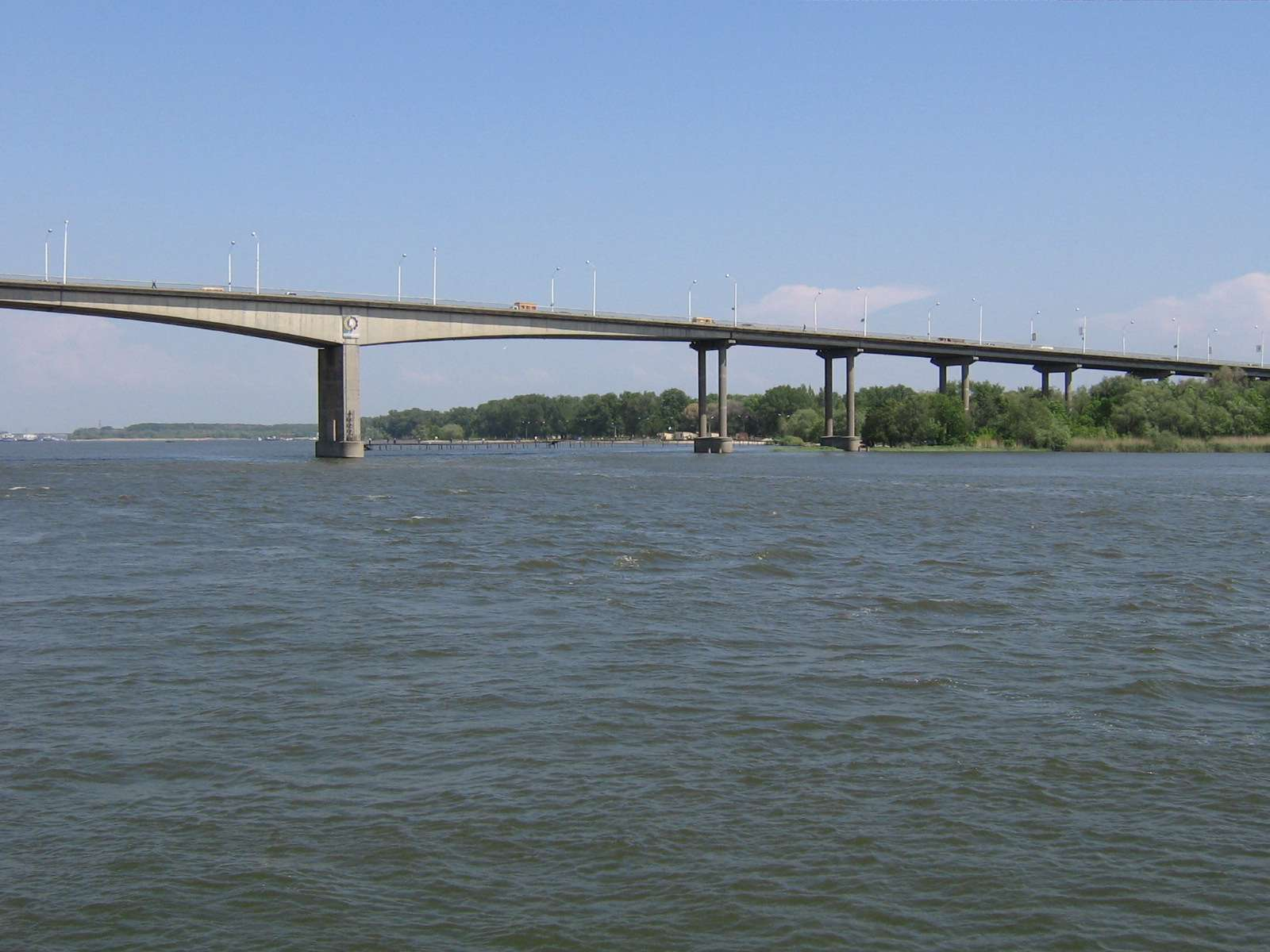
Franchissement du fleuve Don par l'autoroute M4 à Rostov-sur-le-Don.

Cet axe routier se dirige ensuite vers Krasnodar et Novorossiisk.
L'autoroute M4 constitue la partie méridionale de la Route européenne 115.

## Histoire
La construction de la route eu lieu entre 1959 et 1966, avec une voie dans chaque sens. En 1984, une reconstruction progressive de la route a été commencée, avec en 1990 la première section en 2 x 2 voies dans le raïon de Domodevo dans l'oblast de Moscou. Les péages apparaissent aussi à cette époque, avec le premier tronçon à péage vers le village de Khvelnoïe en novembre 1988 dans l'oblast de Lipetsk, devenant le premier tronçon à péage de Russie, long d'une vingtaine de kilomètres.
Pendant les années 2000, le doublement de la route a eu lieu sur de très nombreuses sections du trajet, avec la construction d'échangeurs, sorties, ainsi que la mise en place d'éclairage. Plusieurs contournements ont été construits afin de faire sortir la route des villes, avec en 2009, Bogoroditsk, suivi de Iefremov en 2010 et de Ielets en 2011. Cette année-là, la route est devenue entièrement une autoroute à quatre voies (deux dans chaque sens) de Moscou à Voronej. Lorsqu'une section est mise aux normes autoroutières, elle devient à péage.

Les années suivantes, d'autres contournements ont été créés, afin que la route devienne une autoroute. Ainsi, Voronej, Pavlovsk, Novaïa Ousman, Rogatchiovka et Lossevo ont été dotés chacun d'un dans les années 2010. Les travaux sont en cours dans l'oblast de Rostov et dans le kraï de Krasnodar, afin de compléter le projet. 
Pendant la mutinerie du groupe Wagner, la M4 a été en partie capturée afin de permettre aux insurgés de se rendre à Moscou en capturant des villes en cours de route.

### Chronologie
- Novembre 1988 : Premier tronçon à péage au niveau du village de Khvelnoïe ;
- Décembre 2010 : Mise en service du contournement de Zadonsk, qui prolonge celui de Khvelnoïe dans l'oblast de Lipetsk (km 417 - km 464) ;
- Septembre 2013 : Instauration d'une section à péage entre le km 211 et le km 260 ;
- Septembre 2013 : Instauration d'une section à péage entre le km 287 et le km 321 (contournement de Iefremov) ;
- Décembre  2013 : Instauration d'une section à péage entre le km 330 et le km 414 ;
- 2 février 2015 :  Ouverture du contournement de Voronej, avec péage (km 492 - km 517) ;
- 9 novembre 2015 : Instauration d'une section à péage sur le tronçon du km 544 au km 633 ;
- Barrière de péage au km 133.1er août 2016 : Instauration d'une section à péage entre les km 93 et 211 ;

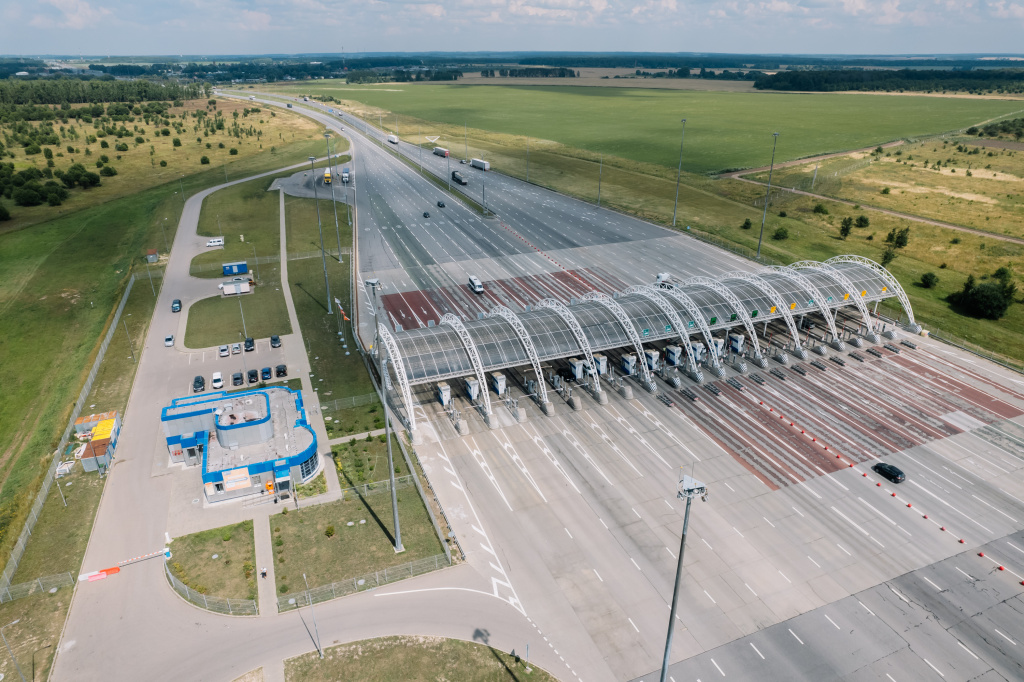
Barrière de péage au km 133.

- Novembre 2016 : Ouverture avec péage du contournement de Novaïa Ousman et de Rogatchiovka dans l'oblast de Voronej (km 517 - km 544) ;
- 18 décembre 2017 : Section à péage instaurée du km 1091 au km 1119 ;
- 29 avril 2019 : Instauration d'une section à péage sur le tronçon du km 1195 au km 1319 dans le kraï de Krasnodar ;
- 24 juin 2019 : Section à péage instaurée des km 1119 à 1195 dans le kraï de Krasnodar ;
- 4 juillet 2020 : Instauration d'une section à péage du km 633 au km 715 dans l'oblast de Voronej ;
- Décembre 2022 : Après reconstruction à grande échelle, section aux normes autoroutières à péage ouverte du km 741 au km 777 ;
- 15 juin 2023 : Contournement d'Aksaï dans l'oblast de Rostov ouvert avec péage ;
- 15 juin 2023 : Contournement nord-ouest avec péage de Krasnodar ouvert[2]